# Sigrid Roth
Sigrid Roth (* 6. September 1928 als Sigrid Ingeborg Uebel in Kiel; † 13. April 2017 in Hamburg) war eine deutsche Schauspielerin und Schriftstellerin.

## Leben
Sigrid Roth war die Tochter eines thüringischstämmigen Sackfabrikanten und einer bulgarischstämmigen Mutter sowie die Enkelin des Juristen Ilija Balaktschieff (1863–1954), der vor dem Ersten Weltkrieg Justizminister unter Zar Ferdinand I. von Bulgarien war. Sie wuchs u. a. in Hamburg und Würzburg auf. Noch vor ihrem Schulabschluss im März 1947 in Hamburg nahm sie ersten Schauspielunterricht bei Karl Wüstenhagen, ab April 1947 folgte Privatunterricht bei Wilhelm Kürten. Ihre Abschlussprüfung legte die junge Künstlerin am 2. Mai 1949 ab. Zu diesem Zeitpunkt gründete sie mit einigen jungen Nachwuchsschauspielern die Truppe Theater ohne Bühne und ging mit dem Stück Scampolo von Dario Niccodemi, in dem sie die Titelrolle verkörperte, 1949 auf Tournee durch Norddeutschland. Es folgte eine weitere Tournee mit dem Stück Max und Moritz.
Über den jungen Schauspielkollegen Ulrich Thein knüpfte sie 1950 Kontakt zum Intendanten des Deutschen Theaters Berlin, Wolfgang Langhoff, der sie zunächst für das Stück Der Chirurg von Alexander Kornejtschuk verpflichtete. Darin übernahm sie die Rolle der Maja. Der große Erfolg brachte ihr einen Zweijahresvertrag ein, der mehrfach verlängert wurde. Insgesamt gehörte sie diesem Haus vom 1. September 1951 bis zum 31. August 1955 an. In dieser Zeit spielte Sigrid Roth, bevorzugt eingesetzt im Fach der Sentimentalen und Naiven, die Marija Antonowna in Gogols Der Revisor, die Angélique in Molières Der eingebildete Kranke, die Dunja Baburina in Fernamt … bitte melden, die Mela in Die Moral der Frau Dulski, die Clara in Shaws Pygmalion, ein Bürgermädchen in Goethes Faust, die Hero in Shakespeares Viel Lärm um nichts und die Hyazinthe in Ein Polterabend. Zu ihren Regisseuren zählten neben Langhoff auch Curt Bois, Rudolf Wessely und Ernst Legal.
Zeitgleich kamen Angebote von der DEFA hinzu. Ihr Filmdebüt gab Sigrid Roth 1952 mit der Funktionärstochter Gerda Schramm in dem tendenziösen Kriminalfilm Geheimakten Solvay. Nach einer Kurzfilmrolle erhielt sie im Sommer 1955 das Angebot, an der Seite von Helene Weigel die stumme Kattrin in der Verfilmung von Brechts Mutter Courage und ihre Kinder zu übernehmen. Regie führte Wolfgang Staudte. Der Film wurde aus diversen Gründen (u. a. künstlerische Differenzen) nicht fertiggestellt.
Im August 1957 übersiedelte Sigrid Roth mit ihrem Mann, dem österreichischen Schauspieler Hans Weniger, und ihrem Sohn Kay nach Hamburg. Dort erhielt sie vom Jungen Theater, dem späteren Ernst Deutsch Theater, ein Anschlussengagement und trat in dem Stück Der Fuchs und die Trauben nach der gleichnamigen Fabel von Äsop auf. Wenig später wurde sie vom damaligen Leiter der Hörspielabteilung von Radio Bremen, Oswald Döpke, für ein Hörspiel verpflichtet. Danach widmete sie sich überwiegend der Erziehung ihrer beiden Söhne.
Seit Beginn der 1990er Jahre hatte sich Sigrid Roth auch als Buchautorin hervorgetan. Erschienen sind 1993 …und die Blume ist abgefallen, ein Protokoll über das Sterben ihrer Mutter, 2001 die Nachbarschaftssatire Straßenfest in der Pappelallee und 2006 das Kinderbuch Flamme und Swatti.

## Filmografie
- 1952: Geheimakten Solvay
- 1953: Der König in Thule (Kurzfilm, Stacheltier-Produktion)
- 1955: Mutter Courage und ihre Kinder (unvollendet)

## Werke
- 1993: …und die Blume ist abgefallen, SOLDI-Verlag
- 2001: Straßenfest in der Pappelallee, Frieling-Verlag, ISBN 978-3-8280-0133-6
- 2006: Flamme und Swatti, Books on Demand, ISBN 978-3-8334-6232-0